# Bolbocaffer matabele
Bolbocaffer matabele là một loài bọ cánh cứng trong họ Geotrupidae. Loài này được Péringuey miêu tả khoa học năm 1908.
Loài này phân bố ở Zimbabwe.